# Helge Haage
Erik Helge Haage, född 15 oktober 1890 i Söderala socken, död 20 september 1973 i Västerleds församling, var en svensk pedagog och ämbetsman.
Helge Haage var son till sågverksarbetaren Olof Eriksson. Han avlade folkskollärarexamen i Karlstad 1912 och arbetade som folkskollärare i Göteborg 1912–1920. Efter studentexamen i Göteborg som privatist 1914 studerade Haage vid Göteborgs högskola och blev 1917 filosofie kandidat och 1919 filosofie licentiat. 1920 blev han filosofie doktor vid Uppsala universitet, tjänstgjorde 1920–1921 som vikarierande lektor vid Folkskoleseminariet i Landskrona, var 1921–1931 kommunalt anställd folkskoleinspektör i Landskrona och var från 1931 statens folkskoleinspektör i Stockholmstraktens inspektionsområde. Under längre och kortare perioder tjänstgjorde han som undervisningsråd i Skolöverstyrelsen. Han fick 1945 i uppdrag att inom Statens utlänningskommission organisera och leda undervisningen av barnen till baltiska flyktingarna som vid den tiden sökte sig till Sverige. I doktorsavhandlingen Ortografiens psykologiska och pedagogiska problem (1920) belyste han grundläggande frågor inom modersmålsundervisningens metodik. Han utgav flera läroböcker för skolans lågstadium och verkade som föreläsare i pedagogiska ämnen, skrev artiklar i fackpressen samt redigerade och ledde inspelningen av ett flertal skolfilmer. Haage var även engagerad inom skyddshemsverksamheten och var från 1938 ordförande och VD för statens skolhem i Hammargården. Han var även ledamot av styrelsen för Vanföreanstalten i Stockholm, för Sveriges skolungdoms gymnastik- och idrottsförbund och för Statens folkskoleinspektörers förbund.
Han var far till fyra barn och bland dem märks Stina Ljunggren, olympisk gymnast som senare blev rektor för Gymnastik- och idrottshögskolan.